# Alles umsonst
Alles umsonst ist der 2006 erschienene letzte Roman von Walter Kempowski.

## Thematik
Die Geschichte spielt hauptsächlich auf dem Georgenhof, dem Gutshof der Familie von Globig in Ostpreußen im Januar 1945, kurz vor dem Einmarsch der Roten Armee und dem Beginn der Flucht und Vertreibung. Der Roman schildert, wie ganz unterschiedliche Menschen mit der drohenden Gefahr einer heranrückenden feindlichen Armee umgehen und wie sich die äußeren Umstände von Not und Bedrohung auf die Beziehungen der Menschen untereinander entsprechend ihren Charakteren auswirken.

## Handlung
Auf dem Georgenhof lebt Katharina von Globig mit ihrem zwölfjährigen Sohn Peter und einer älteren Verwandten ihres Mannes, „Tantchen“ genannt. Ihr Mann Eberhardt ist Offizier in Italien und arbeitet hinter der Front in der Militärverwaltung. Zum Haushalt gehören noch drei Fremdarbeiter: der Pole Wladimir und die Ukrainerinnen Vera und Sonja.
Während Katharina verträumt und zurückgezogen in ihren eigenen Räumen lebt und vor allem liest und Scherenschnitte anfertigt, kümmert sich Tantchen um den Haushalt. Peter wird von dem pensionierten Studienrat Dr. Wagner unterrichtet, der die Hausherrin platonisch verehrt, aber ansonsten mehr von jungen Männern hält. Peter spielt in seinem Baumhaus und ist wegen häufiger Erkältungen vom Dienst in der Hitlerjugend freigestellt. Gegenüber dem Georgenhof befindet sich eine neue Siedlung, in der Oberwart Drygalski im Auftrag der NSDAP für Ordnung sorgt. Die Familie Globig beobachtet er argwöhnisch, da sie ihm zu wenig nationalsozialistische Gesinnung zeigt.
Als die Front immer näher rückt, belebt sich allmählich die Landstraße, die am Hofgut vorüber führt, mit Flüchtlingen. Immer häufiger schauen Fremde auf der Durchreise bei den von Globigs vorbei und bitten für eine Nacht um Verpflegung und Unterkunft: ein zwielichtiger Geschäftemacher, der sich als Nationalökonom bezeichnet; eine nationalsozialistisch gesinnte Geigerin, die in Lazaretten für verwundete Soldaten spielt; ein Maler, der dem Tantchen rät, ihr Hitlerbild abzuhängen; ein baltischer Baron und seine Frau und ein Dorfschullehrer mit seiner Familie. Das Donnern der Geschütze und der rote Feuerschein der heranrückenden Front werden indessen immer deutlicher. Inzwischen sind nicht nur einzelne Reisende unterwegs, sondern ein Treck von Planwagen zieht über die Landstraße, Menschen, die sich vor den Russen in Sicherheit bringen wollen. Auch die von Globigs haben ihren Feldwagen und die Kutsche für die Flucht vorbereitet, wollen aber noch abwarten und können auch ohne Genehmigung Drygalskis nicht losfahren.
Eines Tages bittet Pastor Brahms Katharina, einen Mann für eine Nacht bei sich zu verstecken. Aus ihr selbst unverständlichen Motiven, möglicherweise, um ihrem sinnlosen und eintönigen Dasein einen Sinn zu geben, geht sie darauf ein, ohne etwas Genaueres über den Mann zu wissen. Der Mann, ein Jude auf der Flucht, übernachtet heimlich bei ihr und verlässt sie am nächsten Tag. Er wird jedoch gefangen genommen und Katharina am folgenden Tag verhaftet.
Das Tantchen beschließt daraufhin, sich mit dem ganzen Haushalt dem Treck der Flüchtlinge anzuschließen und Katharina zurückzulassen. Sie selbst und Peter fahren mit der Kutsche, Wladimir und Vera folgen ihr mit dem Feldwagen, auf dem auch das Hab und Gut und die Lebensmittel verstaut sind. Als Wladimir und Vera am nächsten Morgen mit dem Feldwagen verschwunden sind, erstattet das Tantchen auf der nächsten Polizeistation Anzeige. Kurz darauf wird das Tantchen bei einem Tieffliegerangriff getötet.
Der Schluss des Romans wird aus der Perspektive Peters erzählt, der zu Fuß allein weiter zieht und auf Dr. Wagner trifft, dem er sich anschließt, der aber von einem Lastwagen überfahren wird. Wladimirs und Veras Leichen hängen an einem Baum. Sie wurden wegen Plünderns gehenkt. Als eine Kolonne mit Häftlingen vorbeigeführt wird, sieht Peter genauer hin, ob seine Mutter darunter sein könnte. Er sieht sie jedoch nicht, obwohl sie sich in der Gruppe befindet, und der Leser erfährt, dass er sie niemals wieder sehen wird. Schließlich erreicht Peter mit den anderen Flüchtlingen das Haff, von wo sie nach Dänemark entkommen wollen. Aber es gibt keine Schiffe mehr für die Überfahrt. Auf der letzten Barkasse, die ablegt, befindet sich Drygalski, der Peter bisher immer feindlich gegenübergestanden war. Im letzten Moment springt Drygalski an Land und überlässt seinen Platz Peter, der ins Ungewisse aufbricht.

## Rezeption
- „Dieses Buch zeigt, dass Literatur etwas kann, was Historiker nicht vermögen.“ Andreas Isenschmid, Neue Zürcher Zeitung[1]
- „Walter Kempowski hat ein weiteres Mal das fast Unmögliche, das fast nie Gelingende geleistet: einen vollkommen überzeugenden historischen Roman.“ Gustav Seibt, Süddeutsche Zeitung

## Ausgaben
- Erstausgabe: Albrecht Knaus Verlag, München 2006
- Taschenbuchausgabe: btb Verlag, München 2008, ISBN 978-3-442-73756-7